# Antonino Crescimanno
Antonino Crescimanno o Crescimanni (Palermo, primi anni del 1700 – Palermo, 1812) è stato un giurista italiano, vissuto nel Regno di Sicilia borbonico.

## Biografia
Figlio di Don Michele Crescimanno dei baroni di Capodarso, avvocato palermitano e di Donna Rosalia de Gregorio nobile messinese nipote del celebre Leopoldo de Gregorio marchese di Squillace, Antonino Crescimanno fu uno dei più importanti giuristi del suo tempo. Nacque a Palermo (non si conosce la data) e si laureò in Legge nella prima metà del '700. Nel 1743 fu riconosciuto come successore della famiglia Gazzara alla baronia di Terrasini col suo mero e misto impero.
Nel 1752 ricoprì la carica di giudice della Corte Pretoriana di Palermo e della Corte Capitaniale. Nel 1761-1762 ricoprì la carica di giudice del Concistoro e nello stesso anno 1761 redasse la Costituzione del Pecuniario Banco palermitano su richiesta del Senato della capitale. Successivamente fu presidente della Gran Corte Civile del Regno di Sicilia e nel 1774 fu investito del principato di Cassaro, del marchesato di Sortino e di altri feudi appartenuti al defunto principe Ottavio Gaetani e Lanza morto senza eredi. Nel 1778 cedette questi titoli ad Antonino Statella e Grifeo marchese di Spaccaforno riconosciuto dalla Gran Corte come erede legittimo del principe Gaetani. 
Nel 1786 il Crescimanno acquistò il titolo di marchese di Madonìa da Giuseppe La Farina e Lucchese e ne prese investitura nel 1789 da re Ferdinando III di Borbone. Sposò (in data ignota) Brigida Monastra dama di corte della duchessa di Modena e Reggio. Nel frattempo perse la baronia di Terrasini in seguito a una sentenza della Gran Corte che l'assegnò al principe di Carini. Morì a Palermo nel 1812.

## La commissione Crescimanno e il Codice Estense
Nel 1767 Antonino Crescimanno fu chiamato a Modena dal duca Francesco III d'Este, intenzionato a riformare gli statuti del Ducato di Modena e Reggio. Il Crescimanno accettò l'invito e il 4 novembre dello stesso anno arrivò alla corte estense. Fu quindi nominato Presidente della Deputazione per la formazione del Codice e Presidente del Supremo Consiglio di Giustizia.
L'intenzione del Crescimanno non era una sistemazione delle raccolte di leggi già in vigore nello Stato ma una vera e propria riforma e la compilazione di un Codice basato su principi illuministi che «avesse il vantaggio di una facile, retta e pronta amministrazione della giustizia, tanto nelle materie civili quanto nelle criminali». Le sue intenzioni erano quelle di semplificare un sistema giudiziario farraginoso che prevedeva diciotto magistrature e sette deputazioni spesso in contrasto tra di loro. Inoltre voleva rendere più efficiente e snella l'amministrazione dello Stato. 
Questa sua vena riformatrice gli attirò le forti antipatie della Corte e dei nobili, nonché della Chiesa, per cui, dopo vani tentativi di riforme radicali e scontri con i membri della Deputazione e della Corte modenese, il Crescimanno fu congedato il 3 ottobre 1769 a seguito di gravi accuse da parte degli aristocratici modenesi che lo ritenevano un libertino di dubbia moralità. Queste voci messe in giro ad hoc per screditare il Crescimanno fecero sì che egli fosse licenziato ma il suo progetto fu ripreso dalla successiva commissione presieduta da Giampiero Cagnoli che proseguì, per certi versi, sulla strada tracciata dal legislatore siciliano portando a termine il lavoro che sarà noto come Codice Estense.

## Opere
- Antonino Crescimanno, Costituzione del Pecuniario Banco palermitano, Palermo, Nella Stamperia de' SS. Appostoli [sic] in Piazza Vigliena; presso Pietro Bentivenga, 1761.